# Запорожченко, Владимир Георгиевич
Запорожченко Владимир Георгиевич (род. 1 сентября 1957 Луганск, Украинская ССР, СССР) — советский борец греко-римского стиля. Мастер спорта международного класса 1981, двукратный серебряный призёр чемпионатов СССР (1981 Ростов на Дону, 1983 Москва). Пятикратный чемпион Украинской ССР.

## Биография
Проживает с 1974 в Запорожье, Украина. В 1978 году закончил Запорожский Государственный пед. институт.

## Спортивные результаты
- Чемпионат СССР по классической борьбе 1981 года — ;
- Чемпионат СССР по классической борьбе 1983 года — ;

## Семья
Жена — Запорожченко (Ташкова) Марина Георгиевна,
Дети — Запорожченко Дмитрий (род. 1983). Мастер спорта Украины, Двукратный чемпион Украины среди молодежи. Бронзовый призёр молодёжного Чемпионата Европы (Сербия 2002).